# Косьерич
Косьерич (серб. Косјерић) — город в Сербии, административный центр одноимённой общины, Златиборский округ. Согласно переписи 2011 года, население составляет 3992 человека.
Город находится в западной части Сербии на берегу реки Скрапеж, на высоте 1000 метров над уровнем моря.